# La carreta de fenc
La carreta de fenc és una pintura de John Constable del 1821.
Parteix de l'observació d'un paisatge que coneix bé, el comtat de Suffolk, per transformar la visió pictòrica de la naturalesa. Es basa en les seues pròpies vivències i en la tècnica de l'escola holandesa. Destaca amb la minuciositat dels detalls i la sensació de veracitat. No és pintura a l'aire lliure, parteix dels apunts previs elaborats al taller.
La pintura de Constable intranquilitza per la intensitat de la llum que envolta tota l'escena. Per tal de conseguir-ho, no barreja els colors a la paleta, sinó que els juxtaposta mitjançant tocs que es fusionen a l'ull de l'espectador.